# Șevcenka, Slavuta
Șevcenka (în ucraineană Шевченка) este un sat în comuna Mînkivți din raionul Slavuta, regiunea Hmelnîțkîi, Ucraina.

## Demografie
Componența lingvistică a localității Șevcenka
     Ucraineană (98,04%)
     Rusă (1,96%)
Conform recensământului din 2001, majoritatea populației localității Șevcenka era vorbitoare de ucraineană (98,04%), existând în minoritate și vorbitori de rusă (1,96%).